# Teodahad
Teodahad (zm. 536) – ostatni potomek królewskiej linii Amalów. Był siostrzeńcem Teodoryka Wielkiego, synem Amalafredy. Na tronie ostrogockim w Rawennie zasiadł po śmierci małoletniego Atalaryka, w czym pomogła mu Amalasunta, regentka Atalaryka. Teodahad prowadząc rokowania z Konstantynopolem zdecydował się uwięzić Amalasuntę, swoją byłą sojuszniczkę, na wyspie jeziora Bolsena, a potem ją zgładzić (535). Mimo zapewnień Teodahada i jego żony Gudeliwy o swojej niewinności, cesarz Konstantynopola wykorzystał zabójstwo Amalasunty jako pretekst do wszczęcia wojny z Ostrogotami. Wojska bizantyjskie zajęły Panonię oraz Sycylię. Po krótkiej kampanii w Afryce, wódz kontyngentu sycylijskiego - Belizariusz, przeprawił się na kontynent i zajął Neapol. Teodahad przybył do Rzymu, w którym stacjonowały główne siły gockie. Niezadowolenie gockich wojowników wywołało bunt przeciwko królowi. Teodahad w czasie ucieczki do Rawenny zginął z ręki Witigesa, który został jego następcą.